# Trimezia truncata
Trimezia truncata är en irisväxtart som beskrevs av Pierfelice Ravenna. Trimezia truncata ingår i släktet Trimezia och familjen irisväxter. Inga underarter finns listade i Catalogue of Life.